# Русенка (Дрибинский район)
Ру́сенка (бел. Русенка) — деревня в составе Черневского сельсовета Дрибинского района Могилёвской области Республики Беларусь.

## Население
- 1999 год — 36 человек
- 2010 год — 22 человека